# Charles Buxton
Charles Buxton, född 18 november 1823 och död 10 augusti 1871, var en brittisk filantrop och politiker, son till Thomas Fowell Buxton d.ä..
Charles Buxton fortsatte faderns filantropiska verksamhet, särskilt med hänsyn till slaveriet i Brittiska Västindien. Han var ledamot av underhuset från 1857.